# Manua Patera

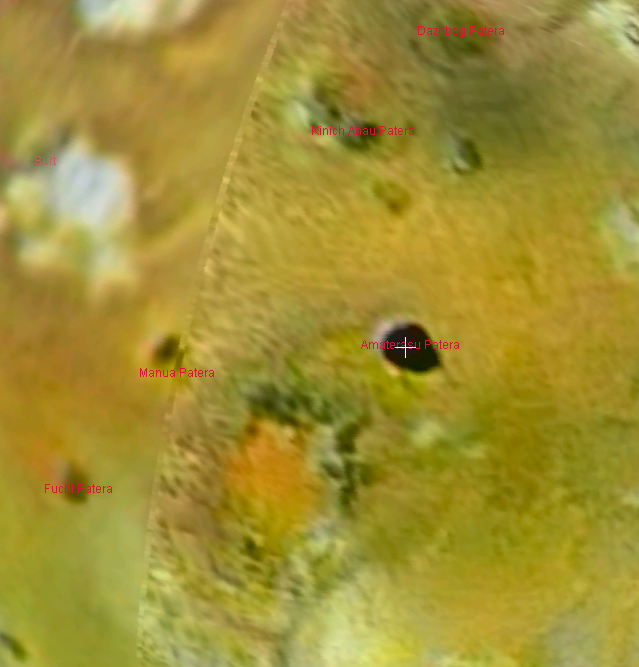
Imagen tomada por NASA World Wind

Manua Patera es un cráter irregular de Ío, una de las lunas de Júpiter. Tiene una extensión de 110 km de diámetro.
En 1979 la Unión Astronómica Internacional bautizó el cráter por Manua, dios hawaiano del sol.
Al suroeste de su posición se encuentra Fuchi Patera y al este Amaterasu Patera.